# Друзь, Марина Александровна
Марина Александровна Друзь (род. 21 декабря 1982, Ленинград) — российский финансист, игрок телевизионного игрового шоу «Что? Где? Когда?». Дочь Александра Друзя, младшая сестра Инны Друзь.

## Биография
Младшая дочь известного знатока Александра Друзя.
Окончила Санкт-Петербургский физико-математический лицей № 239. Победительница всероссийской Олимпиады по литературе. Училась в Санкт-Петербургском государственном университете экономики и финансов (СПБГУЭФ), затем пошла в аспирантуру Университета Итальянской Швейцарии в Лугано. В 2009 году занималась исследованиями в области корпоративных финансов в Гарварде. С 2010 по 2012 год Марина работала в Boston Consulting Group. С 2012 года она работает в стратегическом отделе международной корпорации Flextronics.

## Личная жизнь
- Муж — Вениамин Моргенштерн (род. 23 июня 1982). Свадьба состоялась 6 августа 2010 года в г. Пушкине.[источник не указан 3983 дня]
- Дочери — Энсли (родилась 5 мая 2014 года)[4] и Рони (2016 год)[источник не указан 2344 дня].

## Участие в играх «Что? Где? Когда?»
В восемь лет впервые села за игровой стол на одном из фестивалей интеллектуальных игр в Висагинасе (Литва).
В зимней серии 2000 года впервые провела в телеклубе «Что? Где? Когда?» игру в составе команды детей знатоков и вместе с Митей Ерёминым получила «Хрустальную сову».
В спортивном ЧГК — запасной игрок Команды Александра Друзя, в составе которой стала в 2002 году чемпионкой мира.